# Ignelater
Ignelater is een geslacht van kevers uit de familie  
kniptorren (Elateridae).
Het geslacht is voor het eerst wetenschappelijk beschreven in 1975 door Costa.

## Soorten
Het geslacht omvat de volgende soorten:
- Ignelater brunneus Costa, 1980
- Ignelater caudatus (Champion, 1896)
- Ignelater dominicanensis Garcia & Pina, 2002
- Ignelater glaesum Costa, 1980
- Ignelater havaniensis (Laporte, 1840)
- Ignelater luminosus (Illiger, 1807)
- Ignelater novoae Fernandez Garcia, Ileana, 1998
- Ignelater paveli Fernandez Garcia, Ileana, 1998
- Ignelater phosphoreus (Linnaeus, 1758)